# 塔莫万·普帕达布信
塔莫万·普帕达布信（1997年5月5日—），泰國女子羽毛球運動員。

## 簡歷
2014年4月，塔莫万·普帕达布信代表泰國參加在馬來西亞亞羅士打舉行的世界青年羽毛球錦標賽，助隊伍拿得混合團體比賽季軍。

## 主要比賽成績
只列出曾進入準決賽的國際賽事成績：
| 年份   | 賽事                     | 公開賽級別 | 項目     | 成績   |
| ------ | ------------------------ | ---------- | -------- | ------ |
| 2013年 | 樂魚羽毛球國際系列賽     | 國際系列賽 | 女子單打 | 準決賽 |
| 2014年 | 世界青年羽毛球錦標賽     | 其他       | 混合團體 | 季軍   |
| 2014年 | 樂魚羽毛球國際系列賽     | 國際系列賽 | 女子單打 | 準決賽 |
| 2015年 | 斯里蘭卡羽毛球國際挑戰賽 | 國際挑戰賽 | 女子單打 | 準決賽 |
| 2015年 | 新加坡羽毛球國際系列賽   | 國際系列賽 | 女子單打 | 準決賽 |
| 2017年 | 馬來西亞羽毛球國際系列賽 | 國際系列賽 | 女子單打 | 準決賽 |

| 2007-2017年 | 首要超級賽 | 超級賽 | 黃金大獎賽 | 大獎賽 | 國際挑戰賽 | 國際系列賽 | 未來系列賽 | 其他 |

| 2018-2026年 | 總決賽 | 超級1000賽 | 超級750賽 | 超級500賽 | 超級300賽 | 超級100賽 | 國際挑戰賽 | 國際系列賽 | 未來系列賽 | 其他 |